# Тршић (Зворник)
Тршић је насељено мјесто у општини Зворник, Република Српска, БиХ. Према попису становништва из 2013. у насељу је живјело 1.745 становника.

## Спорт
Насеље је сједиште фудбалског клуба Подриње.

## Становништво
| Демографија | Демографија | Демографија |
| Година      | Становника  | Становника  |
| ----------- | ----------- | ----------- |
| 1948.       | 1.224       |             |
| 1953.       | 1.343       |             |
| 1961.       | 1.629       |             |
| 1971.       | 1.700       |             |
| 1981.       | 1.990       |             |
| 1991.       | 2.087       |             |
| 2013.       | 1.745       |             |